# Calcinaia
Calcinaia là một đô thị ở tỉnh Pisa trong vùng Toscana thuộc Ý, có cự ly khoảng 50 km về phía tây của Florence và khoảng 20 km về phía đông của Pisa.
Calcinaia giáp các đô thị: Bientina, Cascina, Pontedera, Santa Maria a Monte, Vicopisano.